# Ballspielverein Borussia 09 Dortmund 2020-2021
Questa pagina raccoglie i dati riguardanti il Ballspielverein Borussia 09 Dortmund nelle competizioni ufficiali della stagione 2020-2021.

## Maglie e sponsor
Per l'attuale stagione gli sponsor ufficiali del Borussia Dortmund sono due: sulle maglie in casa e in trasferta è 1&1, mentre sulla terza maglia e su quella di coppa è Evonik. Lo sponsor tecnico è ancora Puma.
| Casa | Trasferta | Terza divisa | Coppa |

## Organigramma Societario
Consiglio di Amministrazione
- Presidente: Reinhard Rauball
- Vicepresidente: Gerd Pieper
- Amministratore direttivo: Gerd Pieper, Peer Steinbrück
- Amministratore economico: Thomas Treß
- Marketing e Management: Karl-Heinz Riedle, Patrick Owomoyela, Benedikt Scholz

Area gestione aziendale
- Direttori generali: Hans-Joachim Watzke, Carsten Cramer
- Consulente del management: Matthias Sammer
- Area Marketing: Roman Weidenfeller
- Kit Manager: Frank Gräfen
- Direttore media e comunicazione: Sascha Fligge
- Advisor: Dr. Werner Zöchling
- Coordinamento media e comunicazione: Josef Schneck
- Responsabile finanziario: Dr. Reinhold Lunow

Area comunicazione
- Direttore area tifosi: Sigfried Held, Wolfgang de Beer
- Responsabile area tifosi: Petra Stüker, Sebastian Walleit, Timm Hübner, Uwe Pleß
- Addetto stampa ed editoria: Arne Niehörster
- Annunciatore: Norbert Dickel

- Direttore Sportivo: Michael Zorc
- Segretario generale: Sebastian Kehl
- Team Manager: Fritz Lünschermann

Area tecnica
- Allenatore: Lucien Favre
- Allenatore in seconda: Manfred Stefes, Edin Terzić
- Collaboratori tecnici: Markus Pilawa, Ingo Preuß, Artur Platek, Waldemar Wrobel, Benjamin Frank, Sebastian Frank, Alen Terzic, Thomas Schlieck, Thomas Schlieck
- Preparatore dei portieri: Matthias Kleinsteiber
- Coordinatore portieri: Thomas Schlieck
- Responsabile preparazione atletica: Willi Droste
- Preparatori atletici: Johannes Wieber, Mathias Kolodziej, Florian Wangler
- Responsabile Training Check: Anke Steffen
- Analista: Kai-Norman Schulz
- Analisti video: Serdar Ayar, Frank Rutemöller
- Talent Manager: Otto Addo

Area sanitaria
- Medico sociale: Markus Braun
- Fisioterapista: Thorben Voeste, Thomas Zetzmann, Swantje Thomßen, Olaf Wehmer
- Psicologo: Philipp Laux

Settore Giovanile
- Direttore settore giovanile: Wolfgang Springer
- Coordinatore vivaio: Lars Ricken, Edwin Boekamp

## Rosa
Organico e numerazione aggiornati al 14 settembre 2020.
| N. |                        | Ruolo | Calciatore            |
| -- | ---------------------- | ----- | --------------------- |
| 1  | Svizzera (bandiera)    | P     | Roman Bürki           |
| 2  | Spagna (bandiera)      | D     | Mateu Morey           |
| 5  | Francia (bandiera)     | D     | Dan-Axel Zagadou      |
| 6  | Danimarca (bandiera)   | C     | Thomas Delaney        |
| 7  | Inghilterra (bandiera) | C     | Jadon Sancho          |
| 8  | Germania (bandiera)    | C     | Mahmoud Dahoud        |
| 9  | Norvegia (bandiera)    | A     | Erling Haaland        |
| 10 | Belgio (bandiera)      | C     | Thorgan Hazard        |
| 11 | Germania (bandiera)    | A     | Marco Reus (capitano) |
| 13 | Portogallo (bandiera)  | D     | Raphaël Guerreiro     |
| 14 | Germania (bandiera)    | D     | Nico Schulz           |
| 15 | Germania (bandiera)    | D     | Mats Hummels          |
| 16 | Svizzera (bandiera)    | D     | Manuel Akanji         |
| 18 | Germania (bandiera)    | A     | Youssoufa Moukoko     |
| 19 | Germania (bandiera)    | C     | Julian Brandt         |

| N. |                        | Ruolo | Calciatore       |
| -- | ---------------------- | ----- | ---------------- |
| 20 | Brasile (bandiera)     | C     | Reinier          |
| 22 | Inghilterra (bandiera) | C     | Jude Bellingham  |
| 23 | Germania (bandiera)    | C     | Emre Can         |
| 24 | Belgio (bandiera)      | C     | Thomas Meunier   |
| 25 | Germania (bandiera)    | P     | Luca Unbehaun    |
| 26 | Polonia (bandiera)     | D     | Łukasz Piszczek  |
| 27 | Germania (bandiera)    | C     | Marius Wolf      |
| 28 | Belgio (bandiera)      | C     | Axel Witsel      |
| 29 | Germania (bandiera)    | D     | Marcel Schmelzer |
| 30 | Germania (bandiera)    | C     | Felix Passlack   |
| 32 | Stati Uniti (bandiera) | C     | Giovanni Reyna   |
| 35 | Svizzera (bandiera)    | P     | Marwin Hitz      |
| 37 | Germania (bandiera)    | C     | Tobias Raschl    |
| 40 | Germania (bandiera)    | P     | Stefan Drljača   |

## Calciomercato

### Sessione estiva
La finestra dei trasferimenti consiste nel primo luglio e dal 15 luglio al 5 ottobre.
| Acquisti | Acquisti            | Acquisti            | Acquisti                       |
| R.       | Nome                | da                  | Modalità                       |
| -------- | ------------------- | ------------------- | ------------------------------ |
| C        | Emre Can            | Juventus            | riscatto cartellino (25 mln €) |
| C        | Thomas Meunier      | Paris Saint-Germain | svincolato                     |
| C        | Jude Bellingham     | Birmingham City     | definitivo (22 mln €)          |
| C        | Reinier             | Real Madrid         | prestito biennale              |
| A        | Jamie Bynoe-Gittens | Manchester City     | definitivo (90.000 €)          |
| C        | Dženis Burnić       | Dinamo Dresda       | fine prestito                  |
| C        | Felix Passlack      | Fortuna Sittard     | fine prestito                  |
| A        | André Schürrle      | Spartak Mosca       | fine prestito                  |
| D        | Ömer Toprak         | Werder Brema        | fine prestito                  |
| C        | Marius Wolf         | Hertha Berlino      | fine prestito                  |
| C        | Sergio Gómez        | Huesca              | fine prestito                  |

| Cessioni | Cessioni         | Cessioni            | Cessioni                      |
| R.       | Nome             | a                   | Modalità                      |
| -------- | ---------------- | ------------------- | ----------------------------- |
| D        | Ömer Toprak      | Werder Brema        | riscatto cartellino (4 mln €) |
| D        | Leonardo Balerdi | Olympique Marsiglia | prestito                      |
| C        | Dženis Burnić    | Heidenheim          | definitivo (0,5 mln €)        |
| C        | Chris Führich    | Paderborn           | prestito                      |
| C        | Sergio Gómez     | Huesca              | prestito                      |
| C        | Immanuel Pherai  | PEC Zwolle          | prestito                      |
| C        | Mario Götze      | -                   | svincolato                    |
| P        | Eric Oelschlägel | -                   | svincolato                    |
| A        | André Schürrle   | -                   | ritiro                        |
| D        | Achraf Hakimi    | Real Madrid         | fine prestito                 |
| C        | Marius Wolf      | Colonia             | prestito                      |

## Risultati

### Bundesliga

#### Girone di andata
| Arbitro: | Brych |

|                                  |           |  |
| Reyna 35’ Haaland 54’ (rig.) 77’ | Marcatori |  |

| Arbitro: | Petersen |

|                            |           |  |
| Uduokhai 40’ Caligiuri 54’ | Marcatori |  |

| Arbitro: | Winkmann |

|                                         |           |  |
| Haaland 31’, 66’ Can 47’ Passlack 90+2’ | Marcatori |  |

| Arbitro: | Stegemann |

|  |           |          |
|  | Marcatori | 71’ Reus |

| Arbitro: | Zwayer |

|                                    |           |  |
| Akanji 55’ Haaland 61’ Hummels 78’ | Marcatori |  |

| Arbitro: | Dankert |

|  |           |                  |
|  | Marcatori | 53’, 72’ Hummels |

| Arbitro: | Gräfe |

|                      |           |                                      |
| Reus 45’ Haaland 83’ | Marcatori | 45+4’ Alaba 48’ Lewandowski 80’ Sané |

| Arbitro: | Dankert |

|                       |           |                                          |
| Cunha 33’, 79’ (rig.) | Marcatori | 47’, 49’, 62’, 79’ Haaland 70’ Guerreiro |

| Arbitro: | Aarnink |

|            |           |                |
| Hazard 74’ | Marcatori | 9’, 60’ Skhiri |

| Arbitro: | Winkmann |

|           |           |           |
| Kamada 9’ | Marcatori | 56’ Reyna |

| Arbitro: | Dingert |

|           |           |                                                                      |
| Reyna 39’ | Marcatori | 26’ (rig.), 52’ Wamangituka 60’ Förster 63’ Coulibaly 90+1’ González |

| Arbitro: | Schröder |

|             |           |                        |
| Möhwald 28’ | Marcatori | 12’ Guerreiro 78’ Reus |

| Arbitro: | Osmers |

|                           |           |             |
| Awoniyi 57’ Friedrich 78’ | Marcatori | 60’ Moukoko |

| Arbitro: | Gräfe |

|                         |           |  |
| Akanji 66’ Sancho 90+1’ | Marcatori |  |

| Arbitro: | Siebert |

|             |           |                             |
| Sørloth 90’ | Marcatori | 55’ Sancho 71’, 84’ Haaland |

| Arbitro: | Jablonski |

|             |           |              |
| Meunier 73’ | Marcatori | 57’ Öztunalı |

| Arbitro: | Zwayer |

|                     |           |            |
| Diaby 14’ Wirtz 80’ | Marcatori | 67’ Brandt |

#### Girone di ritorno
| Arbitro: | Gräfe |

|                                           |           |                  |
| Elvedi 11’, 32’ Bensebaini 49’ Thuram 78’ | Marcatori | 22’, 28’ Haaland |

| Arbitro: | Ittrich |

|                                            |           |          |
| Delaney 26’ Sancho 63’ Uduokhai 75’ (aut.) | Marcatori | 10’ Hahn |

| Arbitro: | Brych |

|                                |           |             |
| Jeong Woo-yeong 49’ Schmid 52’ | Marcatori | 76’ Moukoko |

| Arbitro: | Dankert |

|                        |           |                      |
| Sancho 24’ Haaland 81’ | Marcatori | 31’ Dabbur 51’ Bebou |

| Arbitro: | Siebert |

|  |           |                                           |
|  | Marcatori | 42’ Sancho 45’, 79’ Haaland 60’ Guerreiro |

| Arbitro: | Reichel |

|                                          |           |  |
| Dahoud 48’ Sancho 58’ (rig.) Reinier 81’ | Marcatori |  |

| Arbitro: | Fritz |

|                                               |           |                |
| Lewandowski 26’, 44’ (rig.), 90’ Goretzka 88’ | Marcatori | 2’, 9’ Haaland |

| Arbitro: | Petersen |

|                          |           |  |
| Brandt 54’ Moukoko 90+1’ | Marcatori |  |

| Arbitro: | Siebert |

|                            |           |                 |
| Duda 35’ (rig.) Jakobs 65’ | Marcatori | 3’, 90’ Haaland |

| Arbitro: | Gräfe |

|             |           |                             |
| Hummels 44’ | Marcatori | 11’ (aut.) Schulz 87’ Silva |

| Arbitro: | Schröder |

|                          |           |                                    |
| Kalajdžić 12’ Didavi 78’ | Marcatori | 47’ Bellingham 52’ Reus 80’ Knauff |

| Arbitro: | Dankert |

|                                               |           |             |
| Reyna 29’ Haaland 34’ (rig.), 38’ Hummels 87’ | Marcatori | 14’ Rashica |

| Arbitro: | Schlager |

|                        |           |  |
| Reus 27’ Guerreiro 88’ | Marcatori |  |

| Arbitro: | Stieler |

|  |           |                  |
|  | Marcatori | 12’, 68’ Haaland |

| Arbitro: | Siebert |

|                         |           |                          |
| Reus 7’ Sancho 51’, 87’ | Marcatori | 63’ Klostermann 77’ Olmo |

| Arbitro: | Osmers |

|                      |           |                                           |
| Quaison 90+1’ (rig.) | Marcatori | 23’ Raphaël Guerreiro 42’ Reis 80’ Brandt |

| Arbitro: | Gräfe |

|                          |           |                   |
| Haaland 5’, 84’ Reus 51’ | Marcatori | 89’ (rig.) Bender |

### Coppa di Germania
| Arbitro: | Kampka |

|  |           |                                                                |
|  | Marcatori | 14’ (rig.) Sancho 30’ Bellingham 39’ Hazard 50’ Reyna 58’ Reus |

| Arbitro: | Cortus |

|  |           |                          |
|  | Marcatori | 12’ Hummels 90+2’ Sancho |

| Arbitro: | Stieler |

|                               |           |                                |
| Can 6’ Sancho 16’ Haaland 95’ | Marcatori | 79’ Justvan 90+7’ (rig.) Owusu |

| Arbitro: | Stegemann |

|  |           |            |
|  | Marcatori | 66’ Sancho |

| Arbitro: | Dingert |

|                                                   |           |  |
| Reyna 16’, 23’ Reus 26’ Hazard 32’ Bellingham 41’ | Marcatori |  |

| Arbitro: | Brych |

|               |           |                                   |
| Dani Olmo 71’ | Marcatori | 5’, 45+1’ Sancho 28’, 87’ Haaland |

### UEFA Champions League

#### Fase a gironi
| Arbitro: | Turpin |

|                                            |           |             |
| Immobile 6’ Hitz 23’ (aut.) Akpa-Akpro 76’ | Marcatori | 71’ Haaland |

| Arbitro: | Kuipers |

|                                 |           |  |
| Sancho 78’ (rig.) Haaland 90+1’ | Marcatori |  |

| Arbitro: | Skomina |

|  |           |                             |
|  | Marcatori | 14’ Hazard 18’, 32’ Haaland |

| Arbitro: | Kružliak |

|                             |           |  |
| Haaland 18’, 60’ Sancho 45’ | Marcatori |  |

| Arbitro: | Lahoz |

|               |           |                     |
| Guerreiro 44’ | Marcatori | 67’ (rig.) Immobile |

| Arbitro: | Kovács |

|             |           |                         |
| Driussi 16’ | Marcatori | 68’ Piszczek 78’ Witsel |

#### Fase a eliminazione diretta
| Arbitro: | Makkelie |

|                     |           |                             |
| Suso 7’ de Jong 84’ | Marcatori | 19’ Dahoud 27’, 43’ Haaland |

| Arbitro: | Çakır |

|                         |           |                             |
| Haaland 35’, 54’ (rig.) | Marcatori | 69’ (rig.), 90+6’ En-Nesyri |

| Arbitro: | Hațegan |

|                         |           |          |
| De Bruyne 19’ Foden 90’ | Marcatori | 84’ Reus |

| Arbitro: | del Cerro Grande |

|                |           |                             |
| Bellingham 15’ | Marcatori | 55’ (rig.) Mahrez 75’ Foden |

### Supercoppa di Germania
| Arbitro: | Steinhaus |

|                                    |           |                        |
| Tolisso 18’ Müller 32’ Kimmich 82’ | Marcatori | 39’ Brandt 55’ Haaland |

## Statistiche
Statistiche aggiornate al 22 maggio 2021.

### Statistiche di squadra
| Competizione           | Punti | In casa | In casa | In casa | In casa | In casa | In casa | In trasferta | In trasferta | In trasferta | In trasferta | In trasferta | In trasferta | Totale | Totale | Totale | Totale | Totale | Totale | DR  |
| Competizione           | Punti | G       | V       | N       | P       | Gf      | Gs      | G            | V            | N            | P            | Gf           | Gs           | G      | V      | N      | P      | Gf     | Gs     | DR  |
| ---------------------- | ----- | ------- | ------- | ------- | ------- | ------- | ------- | ------------ | ------------ | ------------ | ------------ | ------------ | ------------ | ------ | ------ | ------ | ------ | ------ | ------ | --- |
| Bundesliga             | 64    | 17      | 11      | 2       | 4       | 40      | 20      | 17           | 9            | 2            | 6            | 35           | 26           | 34     | 20     | 4      | 10     | 75     | 46     | +29 |
| Coppa di Germania      | -     | 2       | 2       | 0       | 0       | 8       | 2       | 3            | 3            | 0            | 0            | 8            | 0            | 6      | 6      | 0      | 0      | 20     | 3      | +17 |
| Supercoppa di Germania | -     | 0       | 0       | 0       | 0       | 0       | 0       | 1            | 0            | 0            | 1            | 2            | 3            | 1      | 0      | 0      | 1      | 2      | 3      | -1  |
| Champions League       | 13    | 5       | 2       | 2       | 1       | 9       | 5       | 5            | 3            | 0            | 2            | 10           | 8            | 10     | 5      | 2      | 3      | 19     | 13     | +6  |
| Totale                 | -     | 24      | 15      | 4       | 5       | 57      | 27      | 26           | 15           | 2            | 9            | 55           | 37           | 51     | 31     | 6      | 14     | 116    | 65     | +51 |

### Andamento in campionato
| Giornata  | 1 | 2  | 3 | 4 | 5 | 6 | 7 | 8 | 9 | 10 | 11 | 12 | 13 | 14 | 15 | 16 | 17 | 18 | 19 | 20 | 21 | 22 | 23 | 24 | 25 | 26 | 27 | 28 | 29 | 30 | 31 | 32 | 33 | 34 |
| --------- | - | -- | - | - | - | - | - | - | - | -- | -- | -- | -- | -- | -- | -- | -- | -- | -- | -- | -- | -- | -- | -- | -- | -- | -- | -- | -- | -- | -- | -- | -- | -- |
| Luogo     | C | T  | C | T | C | T | C | T | C | T  | C  | T  | T  | C  | T  | C  | T  | T  | C  | T  | C  | T  | C  | T  | C  | T  | C  | T  | C  | C  | T  | C  | T  | C  |
| Risultato | V | P  | V | V | V | V | P | V | P | N  | P  | V  | P  | V  | V  | N  | P  | P  | V  | P  | N  | V  | V  | P  | V  | N  | P  | V  | V  | V  | V  | V  | V  | V  |
| Posizione | 3 | 10 | 5 | 3 | 3 | 2 | 3 | 2 | 4 | 4  | 5  | 4  | 5  | 4  | 4  | 4  | 4  | 7  | 6  | 6  | 6  | 6  | 5  | 6  | 5  | 5  | 5  | 5  | 5  | 5  | 5  | 4  | 3  | 3  |

Fonte:  Bundesliga - Tabelle, su bundesliga.com.
Legenda:

Luogo: C = Casa; T = Trasferta. Risultato: V = Vittoria; N = Pareggio; P = Sconfitta.

### Statistiche dei giocatori
In corsivo i giocatori che hanno lasciato la squadra a stagione già iniziata.
| Giocatore     | Bundesliga | Bundesliga | Bundesliga  | Bundesliga | Coppa di Germania | Coppa di Germania | Coppa di Germania | Coppa di Germania | Champions League | Champions League | Champions League | Champions League | Supercoppa di Germania | Supercoppa di Germania | Supercoppa di Germania | Supercoppa di Germania | Totale   | Totale | Totale      | Totale     |
| Giocatore     | Presenze   | Reti       | Ammonizioni | Espulsioni | Presenze          | Reti              | Ammonizioni       | Espulsioni        | Presenze         | Reti             | Ammonizioni      | Espulsioni       | Presenze               | Reti                   | Ammonizioni            | Espulsioni             | Presenze | Reti   | Ammonizioni | Espulsioni |
| ------------- | ---------- | ---------- | ----------- | ---------- | ----------------- | ----------------- | ----------------- | ----------------- | ---------------- | ---------------- | ---------------- | ---------------- | ---------------------- | ---------------------- | ---------------------- | ---------------------- | -------- | ------ | ----------- | ---------- |
| M. Akanji     | 28         | 2          | 4           | 0          | 5                 | 0                 | 0                 | 0                 | 7                | 0                | 0                | 0                | 1                      | 0                      | 0                      | 0                      | 41       | 2      | 4           | 0          |
| J. Bellingham | 29         | 1          | 6           | 1          | 6                 | 2                 | 3                 | 0                 | 10               | 1                | 2                | 0                | 1                      | 0                      | 0                      | 0                      | 46       | 4      | 11          | 1          |
| J. Brandt     | 31         | 3          | 0           | 0          | 5                 | 0                 | 0                 | 0                 | 8                | 0                | 0                | 0                | 1                      | 1                      | 0                      | 0                      | 45       | 4      | 0           | 0          |
| R. Bürki      | 19         | -28        | 0           | 0          | 1                 | -1                | 0                 | 0                 | 4                | -1               | 0                | 0                | 0                      | -0                     | 0                      | 0                      | 24       | -30    | 0           | 0          |
| E. Can        | 28         | 1          | 5           | 0          | 5                 | 1                 | 1                 | 0                 | 6                | 0                | 2                | 0                | 1                      | 0                      | 0                      | 0                      | 40       | 2      | 8           | 0          |
| M. Dahoud     | 22         | 1          | 5           | 1          | 2                 | 0                 | 2                 | 0                 | 6                | 1                | 0                | 0                | 1                      | 0                      | 0                      | 0                      | 31       | 2      | 7           | 1          |
| T. Delaney    | 21         | 1          | 6           | 0          | 5                 | 0                 | 1                 | 0                 | 7                | 0                | 0                | 0                | 1                      | 0                      | 0                      | 0                      | 34       | 1      | 7           | 0          |
| S. Drljača    | 0          | -0         | 0           | 0          | 0                 | -0                | 0                 | 0                 | 0                | -0               | 0                | 0                | 0                      | -0                     | 0                      | 0                      | 0        | -0     | 0           | 0          |
| R. Guerreiro  | 27         | 5          | 1           | 0          | 5                 | 0                 | 0                 | 0                 | 8                | 1                | 0                | 0                | 0                      | 0                      | 0                      | 0                      | 40       | 6      | 1           | 0          |
| E. Haaland    | 28         | 27         | 2           | 0          | 4                 | 3                 | 0                 | 0                 | 8                | 10               | 2                | 0                | 1                      | 1                      | 0                      | 0                      | 41       | 41     | 4           | 0          |
| T. Hazard     | 16         | 1          | 0           | 0          | 5                 | 2                 | 1                 | 0                 | 7                | 1                | 0                | 0                | 0                      | 0                      | 0                      | 0                      | 28       | 4      | 1           | 0          |
| M. Hitz       | 16         | -18        | 1           | 0          | 5                 | -2                | 1                 | 0                 | 6                | -12              | 0                | 0                | 1                      | -3                     | 0                      | 0                      | 28       | -35    | 2           | 0          |
| M. Hummels    | 33         | 5          | 6           | 0          | 5                 | 1                 | 1                 | 0                 | 9                | 0                | 1                | 0                | 1                      | 0                      | 0                      | 0                      | 48       | 6      | 8           | 0          |
| A. Knauff     | 4          | 1          | 0           | 0          | 0                 | 0                 | 0                 | 0                 | 3                | 0                | 0                | 0                | 0                      | 0                      | 0                      | 0                      | 7        | 1      | 0           | 0          |
| T. Meunier    | 21         | 1          | 3           | 0          | 4                 | 0                 | 0                 | 0                 | 7                | 0                | 0                | 0                | 1                      | 0                      | 0                      | 0                      | 33       | 1      | 3           | 0          |
| M. Morey      | 13         | 0          | 1           | 0          | 4                 | 0                 | 1                 | 0                 | 7                | 0                | 1                | 0                | 0                      | 0                      | 0                      | 0                      | 24       | 0      | 3           | 0          |
| Y. Moukoko    | 14         | 3          | 0           | 0          | 0                 | 0                 | 0                 | 0                 | 1                | 0                | 0                | 0                | 0                      | 0                      | 0                      | 0                      | 15       | 3      | 0           | 0          |
| F. Passlack   | 7          | 1          | 0           | 0          | 1                 | 0                 | 0                 | 0                 | 5                | 0                | 0                | 0                | 1                      | 0                      | 0                      | 0                      | 14       | 1      | 0           | 0          |
| Ł. Piszczek   | 11         | 0          | 0           | 0          | 4                 | 0                 | 0                 | 0                 | 3                | 1                | 0                | 0                | 1                      | 0                      | 0                      | 0                      | 19       | 1      | 0           | 0          |
| T. Raschl     | 0          | 0          | 0           | 0          | 0                 | 0                 | 0                 | 0                 | 0                | 0                | 0                | 0                | 0                      | 0                      | 0                      | 0                      | 0        | 0      | 0           | 0          |
| Reinier       | 14         | 1          | 0           | 0          | 2                 | 0                 | 0                 | 0                 | 2                | 0                | 0                | 0                | 1                      | 0                      | 0                      | 0                      | 19       | 1      | 0           | 0          |
| M. Reus       | 32         | 8          | 1           | 0          | 6                 | 2                 | 1                 | 0                 | 10               | 1                | 0                | 0                | 1                      | 0                      | 0                      | 0                      | 49       | 11     | 2           | 0          |
| G. Reyna      | 32         | 4          | 1           | 0          | 5                 | 3                 | 0                 | 0                 | 8                | 0                | 1                | 0                | 1                      | 0                      | 0                      | 0                      | 46       | 7      | 2           | 0          |
| J. Sancho     | 26         | 8          | 0           | 0          | 6                 | 6                 | 1                 | 0                 | 6                | 2                | 0                | 0                | 0                      | 0                      | 0                      | 0                      | 38       | 16     | 1           | 0          |
| M. Schmelzer  | 0          | 0          | 0           | 0          | 0                 | 0                 | 0                 | 0                 | 0                | 0                | 0                | 0                | 0                      | 0                      | 0                      | 0                      | 0        | 0      | 0           | 0          |
| N. Schulz     | 12         | 0          | 1           | 0          | 2                 | 0                 | 0                 | 0                 | 3                | 0                | 0                | 0                | 1                      | 0                      | 0                      | 0                      | 18       | 0      | 1           | 0          |
| S. Tigges     | 6          | 0          | 0           | 0          | 1                 | 0                 | 0                 | 0                 | 1                | 0                | 0                | 0                | 0                      | 0                      | 0                      | 0                      | 8        | 0      | 0           | 0          |
| L. Unbehaun   | 0          | -0         | 0           | 0          | 0                 | -0                | 0                 | 0                 | 0                | -0               | 0                | 0                | 0                      | -0                     | 0                      | 0                      | 0        | -0     | 0           | 0          |
| A. Witsel     | 15         | 0          | 4           | 0          | 2                 | 0                 | 1                 | 0                 | 5                | 1                | 0                | 0                | 0                      | 0                      | 0                      | 0                      | 22       | 1      | 5           | 0          |
| M. Wolf       | 0          | 0          | 0           | 0          | 0                 | 0                 | 0                 | 0                 | 0                | 0                | 0                | 0                | 0                      | 0                      | 0                      | 0                      | 0        | 0      | 0           | 0          |
| D. Zagadou    | 9          | 0          | 0           | 0          | 2                 | 0                 | 0                 | 0                 | 2                | 0                | 0                | 0                | 0                      | 0                      | 0                      | 0                      | 13       | 0      | 0           | 0          |